# Базелюк, Ольга Спиридоновна
Ольга Спиридоновна Базелюк (11 июня 1920 — 27 октября 1992) — передовик советского сельского хозяйства, свинарка колхоза «50 лет Октября» Балтского района Одесской области, Герой Социалистического Труда (1971).

## Биография
Родилась в 1920 году в селе Белино, ныне Балтского района Одесской области в украинской семье.
Работала в сельском хозяйстве. Трудовую деятельность вела в родном селе в полеводческой бригаде по выращиванию кукурузы и пшеницы.
В 1959 году перевелась работать на свиноферму. Обеспечивала уход за 700 голов свиней. Добивалась высоких производственных результатов. Среднесуточный привес на одного поросёнка достигал 450-500 граммов. За десять лет работы смогла откормить для государства 11200 голов свиней.
Указом Президиума Верховного Совета СССР от 8 апреля 1971 года за получение высоких результатов в сельском хозяйстве и рекордные показатели в свиноводстве Ольге Спиридоновне Базелюк было присвоено звание Героя Социалистического Труда с вручением ордена Ленина и медали «Серп и Молот».
Продолжала работать на свиноферме до выхода на заслуженный отдых.
Проживала в родном селе. Умерла 27 октября 1992 года.

## Награды
За трудовые успехи была удостоена:
- золотая звезда «Серп и Молот» (08.04.1971)
- орден Ленина (08.04.1971)
- Медаль "За трудовое отличие" (22.03.1966)
- другие медали.